# 東北防衛局
東北防衛局（日语：／ Tōhoku bōeikyoku */?）是一位於日本宮城縣仙台市宮城野區防衛省地方防衛局。該局於2007年9月1日由仙台防衛設施局改組而來。
東北防衛局下設三澤防衛事務所與郡山防衛事務所。

## 所轄機關的所在地與管轄區域
- 東北防衛局（本部）

宮城縣仙台市宮城野區五輪1-3-15　仙台第3合同廳舍
管轄青森縣、秋田縣、岩手縣、宮城縣、山形縣與福島縣
- 三澤防衛事務所

青森縣三澤市平畑1-1-31
管轄青森縣
- 郡山防衛事務所

福島縣郡山市大槻町字長右衛門林1　陸上自衛隊郡山駐屯地内
管轄青森縣、秋田縣、岩手縣、宮城縣、山形縣與福島縣

## 主要幹部
| 官職名稱     | 階級            | 姓名     | 到任日期     | 前任職務             |
| ------------ | --------------- | -------- | ------------ | -------------------- |
| 東北防衛局長 | 事務官          | 深澤雅貴 | 2016年7月1日 | 内閣官房内閣參事官   |
| 防衛補佐官   | 1等陸佐（上校） | 大塚和也 | 2016年8月1日 | 防衛研究所主任研究官 |

## 外部連結
- 東北防衛局 （页面存档备份，存于）